# Костюрин, Алексей Иванович
Алексей Иванович Костюрин (род. 20 июня 1940, Лужное) — советский хозяйственный, государственный и политический деятель.

## Биография
Родился в 1940 году в селе Лужное. Член ВКП(б) с 1964 года.
С 1959 года — на хозяйственной, общественной и политической работе. В 1959—1995 гг. — военная служба в Таманской дивизии, в Тульском педагогическом институте им. Л. Н. Толстого, в органах ВЛКСМ и КПСС Тульской области, заведующий отделом культуры обкома КПСС, секретарь и член бюро Тульского обкома КПСС, в командировке на Афганской войне, 2-й, 1-й секретарь Тульского обкома КПСС, заместитель директора малого предприятия «Инба».
Избирался народным депутатом России.